# (500492) 2012 TP264
(500492) 2012 TP264 es un asteroide perteneciente al cinturón de asteroides, descubierto el 2 de noviembre de 2007 por el equipo del Mount Lemmon Survey desde el Observatorio del Monte Lemmon, Arizona, Estados Unidos.

## Designación y nombre
Designado provisionalmente como 2012 TP264.

## Características orbitales
2012 TP264 está situado a una distancia media del Sol de 3,049 ua, pudiendo alejarse hasta 3,273 ua y acercarse hasta 2,825 ua. Su excentricidad es 0,073 y la inclinación orbital 10,62 grados. Emplea 1945,16 días en completar una órbita alrededor del Sol.

## Características físicas
La magnitud absoluta de 2012 TP264 es 16,9. 